# Contea di Bland
La contea di Bland (in inglese Bland County) è una contea dello Stato della Virginia, negli Stati Uniti. 
La popolazione al censimento del 2000 era di 6 871 abitanti. Il capoluogo di contea è Bland.